# Заклинанието
„Заклинанието“ (на английски: The Conjuring) е американски свръхестествен филм на ужасите от 2013 г. на режисьора Джеймс Уан. През 2014 г. излиза спин-оф филма „Анабел“, а през 2016 г. излиза продължението „Заклинанието 2“.

## Сюжет
През 1971 г. Каролин и Роджър Перон местят семейството си в порутена ферма на Род Айлънд и скоро около нея започват да се случват странни неща с ескалиращ кошмарен ужас. В отчаяние Каролин се свързва с известните изследователи на паранормални явления Ед и Лорейн Уорън, за да огледа къщата. Това, което Уорън откриват, е цяла област, потопена в сатанинско преследване, което сега е насочено към семейство Перон, където и да отидат. За да спрат това зло, Уорън ще трябва да призоват всичките си умения и духовна сила, за да победи тази спектрална заплаха при нейния източник, която заплашва да унищожи всички замесени.

## Актьорски състав
| Актьор           | Роля          |
| ---------------- | ------------- |
| Вера Фармига     | Лорейн Уорън  |
| Патрик Уилсън    | Ед Уорън      |
| Лили Тейлър      | Каролин Перон |
| Рон Ливингстън   | Роджър Перон  |
| Шанли Касуел     | Андреа Перон  |
| Хейли Макфарланд | Нанси Перон   |
| Джои Кинг        | Кристин Перон |
| Макензи Фой      | Синди Перон   |
| Кайла Дийвър     | Ейприл Перон  |
| Шанън Кук        | Дрю Томас     |
| Джон Брадъртън   | Брад Хамилтън |
| Стирлинг Джеринс | Джуди Уорън   |

## „Заклинанието“ в България
Филмът се излъчва за пръв път на 27 ноември 2016 г. по Би Ти Ви. Дублажът е на студио Медиа Линк. Екипът се състои от:
| Пост                | Име                                                                          |
| ------------------- | ---------------------------------------------------------------------------- |
| Преводач            | Елена Илиева                                                                 |
| Режисьор на дублажа | Мария Ангелова                                                               |
| Тонрежисьор         | Емил Енев                                                                    |
| Озвучаващи артисти  | Петя Абаджиева София Джамджиева Яница Митева Александър Воронов Виктор Танев |

## Награди и номинации
| Категория                 | Номиниран(и)            | Резултат                |
| Сатурн (26 юни 2014 г.)   | Сатурн (26 юни 2014 г.) | Сатурн (26 юни 2014 г.) |
| ------------------------- | ----------------------- | ----------------------- |
| Най-добър хорър филм      | Най-добър хорър филм    | награда                 |
| Емпайър (30 март 2014 г.) |                         |                         |
| Най-добър хорър филм      | Най-добър хорър филм    | награда                 |